# Anobrium rugosicolle
Anobrium rugosicolle là một loài bọ cánh cứng trong họ Cerambycidae.